# عائلة موتورولا 68000
عائلة موتورولا 68000 هي سلسلة من معالجات الحاسوب الدقيقة ذات مجموعة التعليمات المعقدة من فئة 32 بت.
كانت معالجات موتورولا 68000 شائعة الاستخدام خلال عقدي الثمانينيات والتسعينيات من القرن العشرين، وخاصة في أجهزة الحواسب الشخصية وحواسب محطات العمل، وكانت المنافس الرئيسي لمعالجات إنتل الصغرية إكس 86. وقد عُرفت مُعالجات هذه العائلة في البداية بكونها المُعالجات المُستخدمة في الإصدارات الأولى من حواسب أبل ماكنتوش، وحواسب شارب إكس68000، وحواسب كومودور أميغا، وحواسب سينكلير كيو إل، وحواسب أتاري إس تي وأتاري فالكون وأتاري جاغوار، وحواسب ميجا درايف، وحواسب ميجا سي دي، وأجهزة فيليبس سي دي-آي، وأجهزة سي بي إس 1، وحواسب إيه تي آند تي يونيكس، وحواسب صن-1 وصن-2 وصن-3، وحواسب نيكست ونيكست كيوب ونيكست ستيشن ونيكست كيوب تربو، والإصدارات الأولى من حواسب شركة سيليكون غرافيكس، وحواسب آيسثيدز، وحواسب شركة ماسكومب، وحاسبات شركة تكساس إنسترومنتس، والإصدارات الأولى من حواسب بالم بيلوت المصغرة (جميع الإصدارات التي تعتمل بنظام بالم أو إس 4.إكس أو الإصدارات الأقدم)، وواجهات أجهزة شركة كونترول داتا، وأجهزة شركة فيتك المخصصة لأنظمة التحكم في مركبات الفضاء. وعلى الرغم من عدم اعتماد أي إصدارات حديثة من الحواسب المكتبية على معالجات عائلة موتورولا 680x0، إلا أن المعالجات المشتقة منها لا تزال تُستخدم على نطاق واسع في أنظمتها المضمنة.
توقفت شركة موتورولا عن تطوير بنية معالجات عائلة موتورولا 68000 في عام 1994، وبدأت في العمل على تطوير بنية معالجات باور بي سي ذات مجموعة التعليمات المخفضة بالتعاون مع شركة آي بي إم، وأبل كجزء من مشروع تحالف إي آي إم.

## إصدارات سلسلة معالجات موتورولا 68000

### الجيل الأول
أتى هذا الجيل ببنية ٨ بت، و١٦ بت، و٣٢ بت، مع عنوان ذاكرة ١٦ بت و٣٢ بت، وشملت إصدارات هذا الجيل من المعالجات:
- موتورولا 68000
- موتورولا 68 إي سي 000
- موتورولا 68 إس إي سي 000
- موتورولا 68 إتش سي 000
- موتورولا 68008
- موتورولا 68010
- موتورولا 68012

### الجيل الثاني
أتت جميع إصدارات هذا الجيل من المعالجات بعنوان ذاكرة داخلي ٣٢ بت، وشملت إصدارات هذا الجيل من المعالجات:
- موتورولا 68020
- موتورولا 68 إي سي 020
- موتورولا 68030
- موتورولا 68 إي سي 030

### الجيل الثالث
وهو أول جيل مزود بخط أنابيب للتعليمات، وشملت إصدارات هذا الجيل من المعالجات:
- موتورولا 68040
- موتورولا 68 إي سي 040
- موتورولا 68 إل سي 040

### الجيل الرابع
وهو أول جيل من معالجات موتورولا 68000 العددية الفائقة، وشملت إصدارات هذا الجيل من المعالجات:
- موتورولا 68060
- موتورولا 68 إي سي 060
- موتورولا 68 إل سي 060

## الإصدارات والترقيات
| سنة الإصدار | المعالج      | تقنية توصيل الشريحة | التردد الأقصى (بالميجاهرتز) | عنوان مسرى البتات | وحدة إدارة الذاكرة | وحدة الفاصلة العائمة |
| ----------- | ------------ | --- | --------------------------- | ----------------- | ------------------ | -------------------- |
| 1979        | 68000        | 64-من دبابيس التوصيل في مصفوفة مزدوجة الخط, 64-من دبابيس التوصيل في مصفوفة بلاستيكية مزدوجة الخط, 68-دبابيس على حامل رقائق بلاستيكي, 68-دبابيس على حامل رقائق خزفي, 68-دبابيس في مصفوفة إبر شبكية, 64-دبابيس في مصفوفة رباعية مسطحة, 68-دبابيس في مصفوفة رباعية مسطحة | 8–50                        | 24                | -                  | -                    |
| 1982        | 68008        | 84-من دبابيس التوصيل في مصفوفة مزدوجة الخط, 52-دبابيس على حامل رقائق بلاستيكي | 8–16.67                     | 24                | -                  | -                    |
| 1982        | 68010        | 64-من دبابيس التوصيل في حزمة مزدوجة الخط, 68-دبابيس على حامل رقائق بلاستيكي, 68-دبابيس في مصفوفة إبر شبكية | 8–16.67                     | 24                | 68451              | -                    |
| 1982        | 68012        | 84-دبابيس في مصفوفة إبر شبكية | 8–12.5                      | 31                | 68451              | -                    |
| 1984        | 68020        | 114-دبابيس في مصفوفة إبر شبكية | 12.5–33.33                  | 32                | 68851              | 68881                |
| -           | 68 إي سي 020 | 100-دبابيس في مصفوفة رباعية مسطحة | 16.7–25                     | 24                | -                  | -                    |
| 1987        | 68030        | 132-دبابيس في مصفوفة رباعية مسطحة (تردد ساعة أقصى 33 ميجاهرتز), 128-دبابيس في مصفوفة إبر شبكية | 16–50                       | 32                | وحدة إدارة الذاكرة | 68881                |
|             | 68 إي سي 030 | 132-دبابيس في مصفوفة رباعية مسطحة, 128-دبابيس في مصفوفة إبر شبكية | 25-40                       | 32                | -                  | 68881                |
| 1991        | 68040        | 179-دبابيس في مصفوفة إبر شبكية, 184-دبابيس في مصفوفة رباعية مسطحة | 20–40                       | 32                | وحدة إدارة الذاكرة | وحدة الفاصلة العائمة |
|             | 68 إل سي 040 | مصفوفة إبر شبكية, 184-دبابيس في مصفوفة رباعية مسطحة | 20–33                       | 32                | وحدة إدارة الذاكرة | -                    |
|             | 68 إي سي 040 | | 20–33                       | 32                | -                  | -                    |
| 1994        | 68060        | 206-دبابيس في مصفوفة إبر شبكية | 50–133                      | 32                | وحدة إدارة الذاكرة | وحدة الفاصلة العائمة |
|             | 68 إل سي 060 | 206-دبابيس في مصفوفة إبر شبكية, 208-دبابيس في مصفوفة رباعية مسطحة | 50–133                      | 32                | وحدة إدارة الذاكرة | -                    |
|             | 68 إي سي 060 | 206-دبابيس في مصفوفة إبر شبكية | 50–133                      | 32                | -                  | -                    |

## الاستخدامات

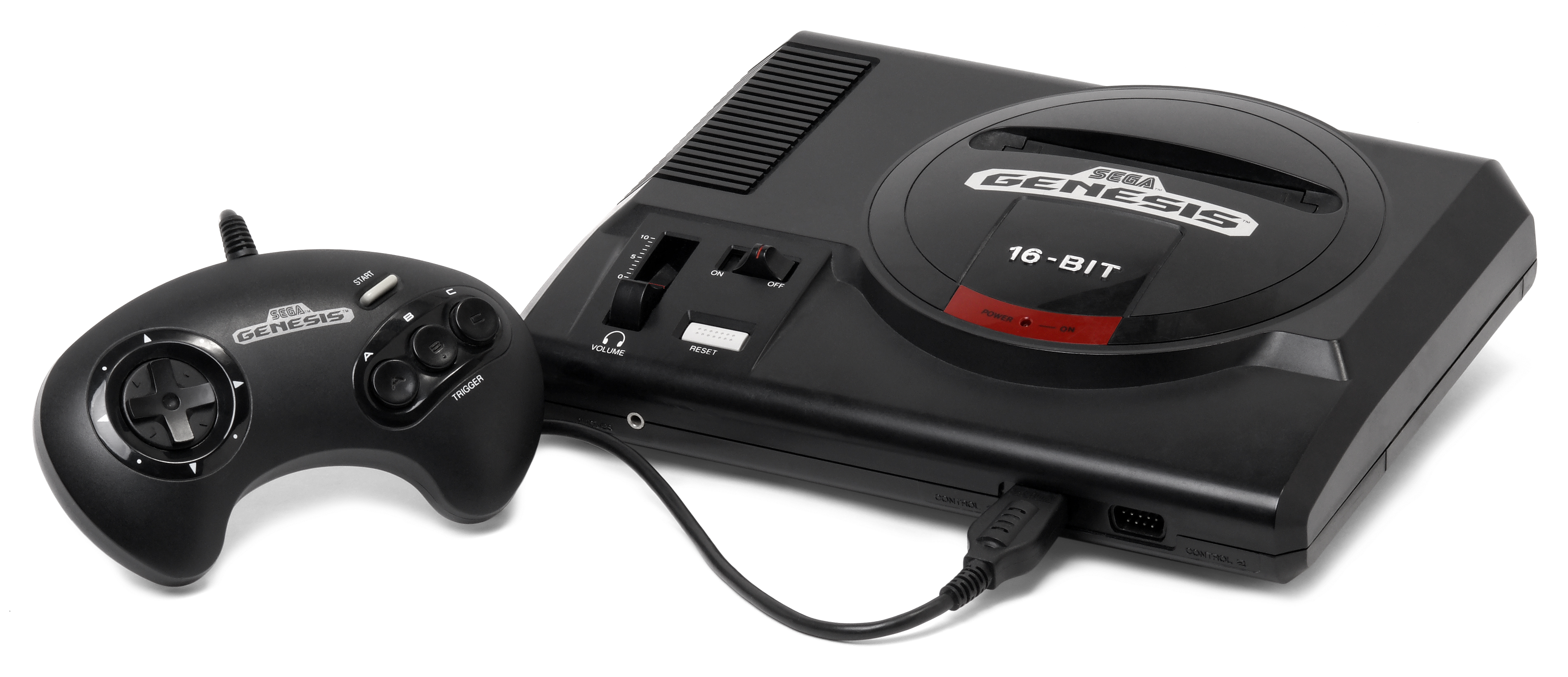
جهاز مشغل ألعاب الفيديو ميجا درايف الذي استخدم معالجا من عائلة موتورولا 68000 بسرعة 7.67 ميجاهرتز كوحدة المعالجة المركزية الرئيسية.

استُخدمت عائلة معالجات موتورولا 68000 في أنظمة حوسبية متنوعة، بدءًا من آلات تكساس إنسترومنتس الحاسبة المتطورة (سلاسل تي آي-89 وتي آي-92 وفوياج 200) وصولًا إلى جميع حواسب بالم بيلوت التي تعمل بنظام بالم أو إس بدءًا من الإصدار بالم أو إس 1.إكس، وحتى الإصدار بالم أو إس 4.إكس (بدءًا من الإصدار بالم أو إس 5.إكس أصبحت معالجات حواسب بالم بيلوت تعتمد على معمارية آرم)، وحتى الإصدارات المقاومة للإشعاع في أنظمة التحكم الأساسية لمكوكات الفضاء.
اشتهرت عائلة معالجات موتورولا 68000 بتشغيل أجهزة الحواسب المكتبية وأجهزة تشغيل ألعاب الفيديو مثل جهاز ماكنتوش 128 كي وعائلة حواسب أميغا وحواسب سينكلير كيو إل، وحواسب أتاري إس تي ومشغل ألعاب الفيديو ميجا درايف ومشغلات ألعاب الفيديو نيو جيو ونيو جيو سي دي وسي دي تي في. كانت هذه المعالجات بمثابة الخيار الأمثل خلال عقد الثمانينيات من القرن العشرين لمحطات عمل وخوادم يونكس، مثل حاسوب إيه تي آند تي يونيكس من شركة إيه تي آند تي، وطراز تاندي 16/16ب/6000، ووحواسب صن-1 وصن-2 وصن-3 التي قدمتها شركة صن ميكروسيستمز، وحواسب نكست، وحواسب سيليكون غرافيكس، وغيرها الكثير. استخدم جهاز مشغل ألعاب الفيديو سيغا ساترن أيضًا معالج موتورولا 68000 لمعالجة الصوت ومهام الإدخال/الإخراج الأخرى، بينما تضمن جهاز مشغل ألعاب الفيديو جاغوار معالجًا مُخصصًا من عائلة معالجات موتورولا 68000 للتحكم الأساسي في النظام ومعالجة الإدخال، ولكنه كان يُستخدم كثيرًا لتشغيل منطق الألعاب. كذلك استخدمت العديد من لوحات ألعاب الأركيد أيضًا معالجات من عائلة موتورولا 68000، بما في ذلك معالجات كابكوم وإس إن كي وسيغا.
اعتمدت الإصدارات الأولى من مُفسّرات بوست سكريبت التي قدمتها شركة أدوبي على معالج من عائلة موتورولا 68000. وكان إصدار معالج موتورولا 68000 المضمن في جهازي ليزررايتر وليزررايتر بلس الذان قدمتهما شركة أبل أسرع من الإصدار المُستخدم آنذاك في أجهزة حواسب ماكنتوش. ومن بين معالجات عائلة متورولا 68000 التي تميزت بأدائها السريع أيضًا معالج موتورولا 68030 المضمن في الإصدارات اللاحقة من مفسرات بوست سكريبت، بما فيها إصدارات ليزررايتر 2 إن تي إكس و 2 إف و 2 جي ذات الدقة القياسية (أيضًا 300 نقطة في البوصة)، وسلسلة ليزررايتر برو 600 ذات الدقة الأعلى (عادةً 600 نقطة في البوصة، ولكنها محدودة بـ 300 نقطة في البوصة مع الحد الأدنى من ذاكرة الوصول العشوائي المثبتة) وأجهزة ضبط الصور Linotronic عالية الدقة للغاية، 200PS (1500+ نقطة في البوصة) و300PS (2500+ نقطة في البوصة). فضلت شركة أدوبي بعد ذلك استخدام مجموعة تعليمات مخفضة لمعالجها بشكل عام، بعد أن استخدم منافسيها، نسخا مقلدة من أجهزة بوست سكريبت PostScriptولكن بتعليمات مخفضة، كما في سلسلة معالجات إي غم دي 29000. كانت الإصدارات الأولى من مفسرات أدوبي بوست سكريبت وأجهزة أدوبي، والتي استخدمت معالجات متورولا 68000 تحمل نفس أسماء الصواريخ والقذائف الأمريكية أطلس وريدستون، والتي استخدمت خلال حقبة الحرب الباردة.
كذلك استُخدمت وحدات التحكم الدقيقة المشتقة من عائلة معالجات موتورولا 68000 في مجموعة كبيرة ومتنوعة من التطبيقات، كما صُنعت ملايين وحدات التحكم الدقيقة سي بي يو 32 وكولدفاير كوحدات تحكم في محركات السيارات.
استخدمت العديد من أنظمة تحرير الفيديو الاحتكارية معالجات عائلة موتورولا 68000، مثل نظام الماكرو كازابلانكا، والذي قُدم عام 1997، وكان بمثابة صندوق أسود بواجهة مستخدم رسومية سهلة الاستخدام. صُمم هذا النظام خصيصًا لسوق مصوري الفيديو الهواة. تجدر الإشارة أيضًا إلى نظيره الأقدم الأكبر حجمًا والأكثر احترافية، دراكو، والذي قُدم لأول مرة عام 1995 كان يستخدم نظام كوانتل بينتبوكس الرائد، وهو نظام رسم وتأثيرات بدقة 24 بت طُرح لأول مرة عام 1981، وخلال فترة تشغيله، استخدم تقريبًا جميع معالجات عائلة موتورولا 68000، باستثناء معالج موتورولا 68060، والذي لم يُدمج في تصميمه. أما المنافس الآخر في مجال تحرير الفيديو، فكان نظام أبيكاس 8150 دي في إي، والذي استخدم أيضًا معالج موتورولا 680 إي سي 30، بينما استخدم نظام بلاي ترينيتي الذي عُرف لاحقًا باسم غلوب كاستر، العديد من إصدارات معالج موتورلا 68030. واستخدم نظام رسومات الفيديو بوش إف جي إس-4000/4500، الذي صنعته شركة روبرت بوش الناشئة عام 1983، والتي سُميت لاحقًا بي تي إس، معالج 68000 كمعالج رئيسي؛ مما مكّن العديد من الأجهزة الأخرى من تنفيذ رسوم متحركة ثلاثية الأبعاد على جهاز حاسوب قادر على تطبيق تظليل غوراود وفونغي بسهولة. كان يعمل بنظام تشغيل موتورولا فيرزادوس مُعدّل.